# Mantelzak
Mantelzak (z niem. Mantelsack, "worek na płaszcz") – specjalnego kształtu (przeważnie tulei) pojemnik troczony do tylnego łęku siodła wojskowego w XVIII i XIX wieku. Wykonywany był zazwyczaj z sukna w barwach munduru lub jego wyłogów. W okresie wojen napoleońskich stały element wyposażenia wszystkich oddziałów konnicy armii wszystkich walczących stron (poza rosyjską).
Mantelzak służył do przewożenia zwinętego płaszcza kawalerzysty i innych przedmiotów osobistego użytku. W formacjach liniowych na bocznych krawędziach umieszczano najczęściej cyfrę pułkową, w formacjach gwardyjskich pojawiał się zazwyczaj inicjał władcy, haftowany nicią białą lub żółtą (dla szeregowych i podoficerów), bądź srebrną lub złotą (dla oficerów). W kawalerii Księstwa Warszawskiego i okresu powstania listopadowego obowiązywały kolory biały/srebrny dla oddziałów polskich i żółte/złote dla litewskich. Białe/srebrne obramowania mantelzaków nosili, między innymi, szwoleżerowie gwardii cesarskiej, którzy monogram cesarski mieli wyhaftowany na bogatych, granatowych czaprakach. 
Znacznie rzadziej pojawiały się mantelzaki o przekroju kwadratu lub prostopadłościanu. W pułkach kawalerii II Rzeczypospolitej mantelzak zastąpił zwinięty i przytroczony do łęku skórzanymi pasami koc.